# 47e parallèle nord
Pour les articles homonymes, voir 47e parallèle.
En géographie, le 47e parallèle nord est le parallèle joignant les points de la surface de la Terre dont la latitude est égale à 47° nord. Il traverse l'Europe, l'Asie, l'océan Pacifique, Amérique du Nord, et l'océan Atlantique.

### Dimensions
Dans le système géodésique WGS 84, au niveau de 47º de latitude Nord, un degré de longitude équivaut 76,056 km; la longueur totale du parallèle est de 27 380 km, soit environ 68 % de celle de l'équateur. Il en est distant de 5207 km et du pôle Nord de 4795 km.

### Durée du jour
À cette latitude, le soleil est visible durant 16 heures et 5 minutes lors du solstice d'été et 8 heures et 3 minutes le solstice d'hiver.